# Walchsee
Walchsee är en ort och kommun i distriktet Kufstein i förbundslandet Tyrolen i Österrike. Orten ligger vid sjön Walchsee.
Kommunen består av fyra orter (Ortschaften) (inom parentes invånarantal 1 januari 2024):
- Durchholzen (582)
- Oed (238)
- Schwaigs (400)
- Walchsee (972)